# Cristina di Danimarca
Cristina di Oldenburg (Nyborg, novembre 1522 – Tortona, 10 dicembre 1590) nata principessa di Danimarca, Norvegia e Svezia, divenne per matrimonio dapprima duchessa di Milano, poi duchessa di Lorena ed infine reggente dello stesso ducato in vece del figlio minorenne dal 1545 al 1552.
La sua figura ebbe una notevole importanza politica nell'Europa della metà del Cinquecento, in quanto fu spesso oggetto di un'accurata politica matrimoniale guidata da suo zio, l'imperatore Carlo V. Abile politica e diplomatica, fu una delle principali consigliere di suo figlio Carlo III. Fu inoltre pretendente ai troni di Danimarca, Norvegia e Svezia dal 1561 al 1590, non riuscendo comunque a riconquistare il diritto di successione dopo la morte di suo padre. Terminò la sua vita come signora di Tortona, feudo donatole dal primo marito.

## Biografia

### I primi anni

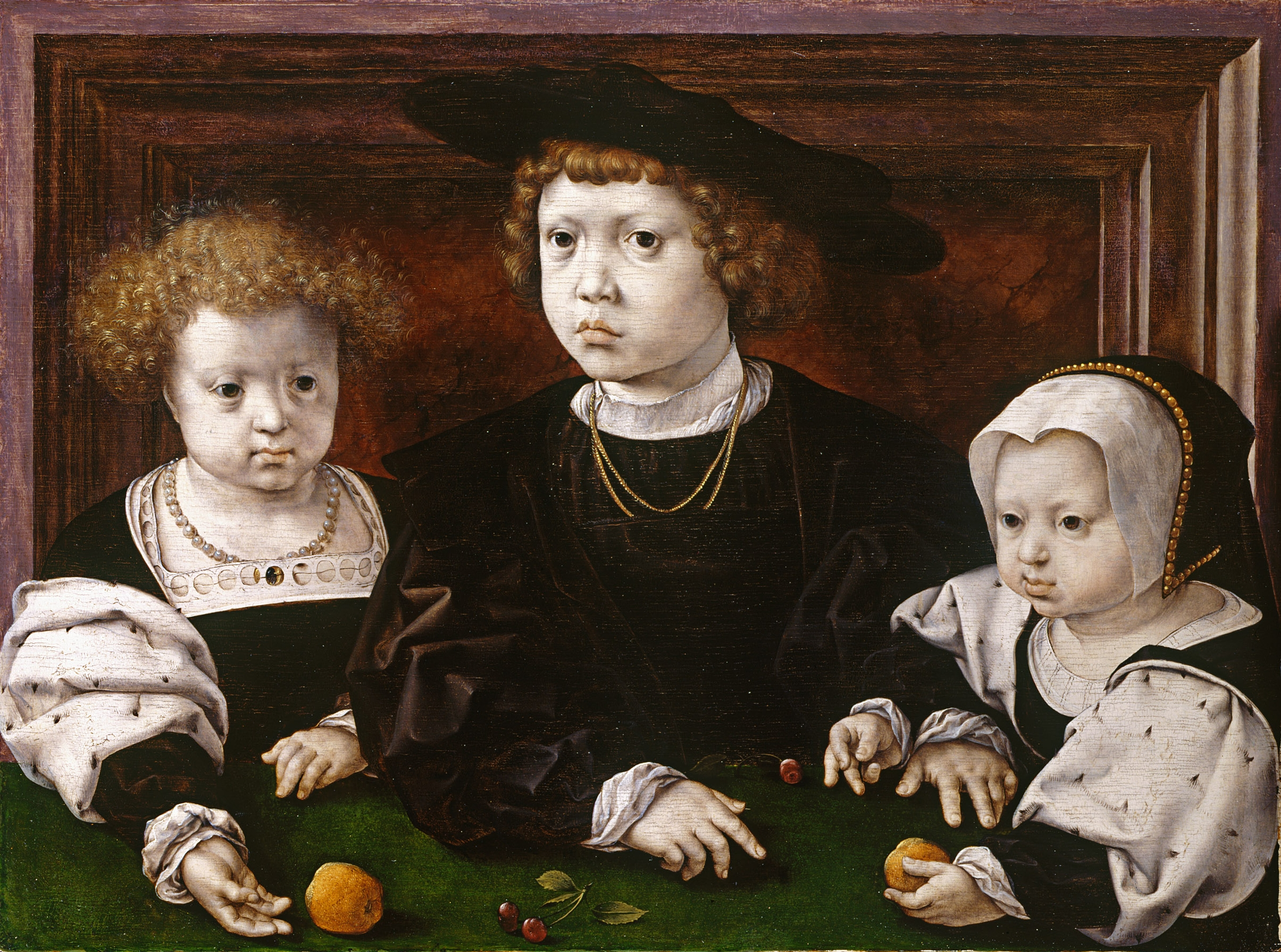
I tre figli di Cristiano II di Danimarca in un dipinto del 1526. Cristina è la prima a destra.

Cristina era figlia di re Cristiano II di Danimarca, Norvegia e Svezia e dell'infanta Isabella d'Asburgo. Suo padre era figlio del re Giovanni di Danimarca e della principessa Cristina di Sassonia, mentre sua madre era figlia del re Filippo I di Castiglia e della regina Giovanna. Inoltre per parte di madre, era sia nipote di Carlo V, imperatore del Sacro Romano Impero che della spagnola Caterina d'Aragona, regina d'Inghilterra.
Nacque a Nyborg, nella Danimarca centrale, nel 1521. Nel gennaio del 1523, un gruppo di nobili si ribellò al governo di suo padre offrendo il trono a suo zio, il duca Federico di Holstein. Cristina e sua sorella col fratello seguirono i genitori nel loro esilio nell'aprile di quello stesso anno a Veere, in Zelanda, nei Paesi Bassi. Cristina crebbe quindi alla corte olandese della zia e della prozia, Margherita d'Austria e Maria d'Ungheria. Sua madre morì il 19 gennaio 1526. Nel 1532, suo padre Cristiano II di Danimarca venne imprigionato dopo aver tentato di riprendere il suo trono nella patria natia. In quello stesso anno morì suo fratello ed ella divenne la seconda in linea di successione dopo la sorella maggiore Dorotea al trono danese, virtualmente vacante.
Cristina ebbe una buona educazione dalla zia che era reggente dei Paesi Bassi, sotto la supervisione della sua governante, madame de Fiennes. Venne descritta dai contemporanei come una ragazza di grande bellezza, intelligenza e vitalità, amante della caccia e dei cavalli. Come nipote dell'imperatore Carlo V del Sacro Romano Impero e per i suoi legami con le corti europee dell'epoca, divenne un ottimo partito nel gioco delle alleanze matrimoniali. Nel 1527, Thomas Wolsey, cardinale primate d'Inghilterra, suggerì che Henry FitzRoy, I duca di Richmond e Somerset e figlio illegittimo di Enrico VIII sposasse Cristina o sua sorella Dorotea, ma gli Asburgo non acconsentirono a questo matrimonio.

### Duchessa consorte a Milano

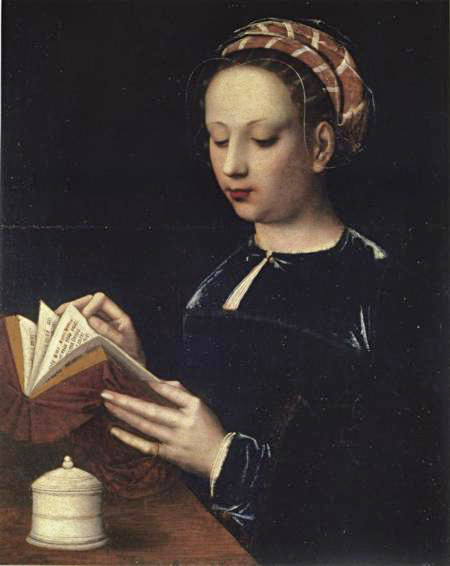
Cristina di Danimarca in un dipinto del 1533

A soli 13 anni, Cristina andò sposa a Francesco II Sforza, ultimo duca di Milano, per volontà del potente zio Carlo V, al fine di cementare la sua politica di alleanza col Sacro Romano Impero. All'epoca quasi quarantenne, Francesco era bello di viso, ma fisicamente compromesso e molto malato. Egli non fu contento di queste nozze, poiché credeva inizialmente - così come aveva chiesto - di dover sposare la sorella maggiore Dorotea, mentre Cristina gli sembrava ancora troppo tenera d'età ed era preoccupato dalla consumazione del matrimonio.
La cerimonia si svolse per procura a Bruxelles il 23 settembre 1533 alla presenza della sposa e dell'inviato del duca, il marchese Massimiliano Stampa, castellano del Castello Sforzesco e uno dei più influenti consiglieri di Francesco II. La giovane principessa intraprese quindi un lungo viaggio via terra dalla natia Danimarca sino al ducato italiano; prima di fare il proprio ingresso solenne a Milano, soggiornò al castello di Cusago di proprietà di Massimiliano Stampa.
Il 3 maggio 1534, Cristina fece il suo ingresso ufficiale a Milano tra grandi festeggiamenti ed il 4 maggio venne celebrato il matrimonio ecclesiastico nella sala della Rocchetta del Castello Sforzesco. La relazione di Cristina col marito era buona, ed ella era molto popolare a Milano dove era vista dai più come un simbolo di stabilità e pacificazione dopo decenni di guerre che avevano martoriato l'Italia settentrionale, oltre ad essere particolarmente ammirata per la sua bellezza. Anche a Milano, Cristina ebbe modo di prendere parte a numerose feste legate alla caccia, avviando anche alcuni lavori di restauro e rifacimento dei suoi appartamenti al castello. Scelse quale dama di compagnia Francesca Paleologa del Monferrato, sposa di Costantino Comneno, principe titolare di Macedonia, la quale divenne una delle sue più intime confidenti.

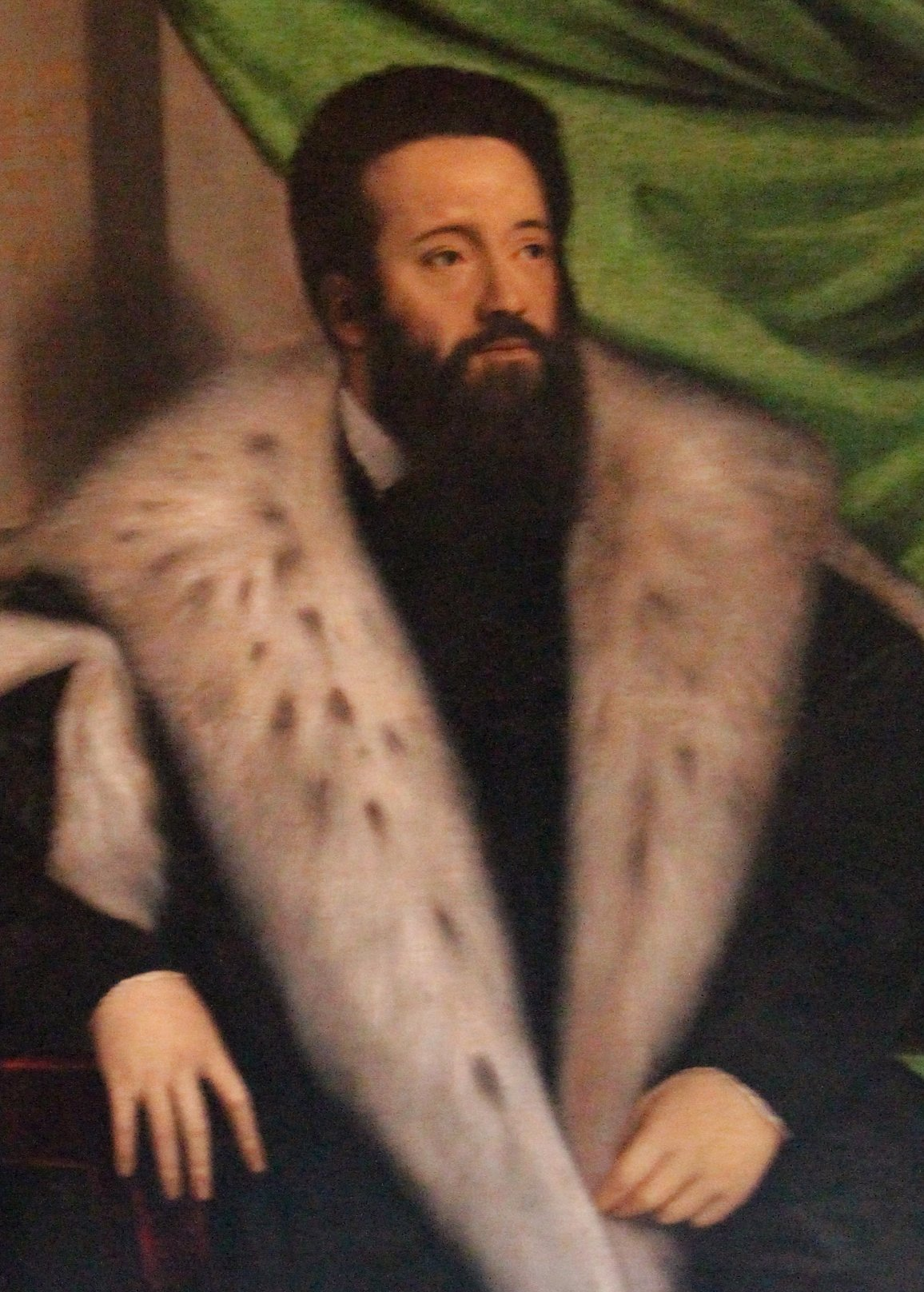
Francesco II Sforza, duca di Milano e primo marito di Cristina

Il suo matrimonio con Francesco II ad ogni modo fu di breve durata in quanto il consorte si spense già nell'ottobre del 1535, lasciando in eredità a Cristina la signoria di Tortona. Secondo quanto stabilito dal contratto di matrimonio firmato col marito, qualora l'unione tra i due non avesse prodotto eredi, il ducato sarebbe passato a Carlo V del Sacro Romano Impero, zio di Cristina, al quale ella riuscì a strappare il permesso di rimanere a Milano anche dopo la sua decadenza da duchessa consorte. Carlo V le permise di continuare a vivere al castello ducale e di avere una propria corte. Con l'intento di mantenere una propria indipendenza e una propria posizione, il marchese Stampa le suggerì di maritarsi con l'erede al trono di Savoia, il principe Luigi di Piemonte, ma il piano fallì in quanto il promesso sposo morì poco dopo. Papa Paolo III le suggerì di sposare il figlio di sua nipote Cecilia Farnese che era appena qualche anno più grande di lei e che era stato allevato alla corte di Milano. Contemporaneamente il re di Francia, per far valere i propri diritti di successione sul trono di Milano, le propose di sposare suo figlio il duca di Angoulême.

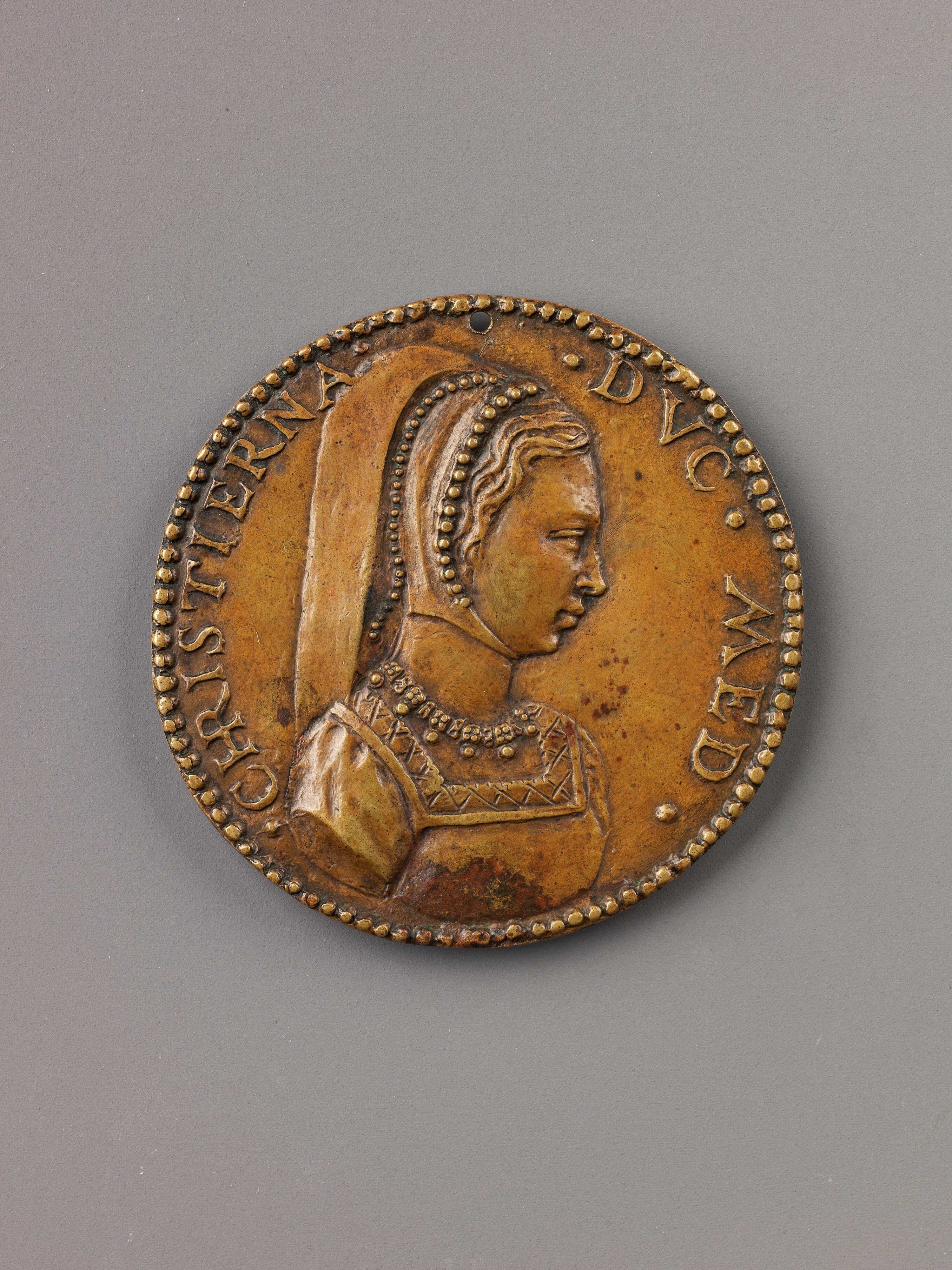
Medaglia di Cristina di Danimarca come duchessa consorte di Milano

Di fronte a questa corsa al trono, Carlo V rifiutò tutte le offerte e prese del tempo per gestire la situazione, non volendo che nessuna potenza esterna potesse privare la monarchia spagnola che egli dirigeva del dominio del milanese. Cristina, dal canto suo, continuò ad essere vista come la signora di Milano ed accolse nella capitale lombarda la duchessa Beatrice di Savoia quando la Savoia venne per l'appunto occupata dai francesi ed organizzò un incontro tra lei e Carlo V a Pavia nel maggio del 1536. Nel dicembre di quell'anno, vennero completate tutte le pratiche per il passaggio definitivo della proprietà del ducato di Milano agli ufficiali imperiali e pertanto Cristina venne trasferita con una scorta armata a Pavia nel castello Visconteo.
Stressata da questa situazione, nell'ottobre del 1537, Cristina si portò a vivere alla corte di sua zia Maria d'Ungheria, governatrice dei Paesi Bassi, passando per Innsbruck e facendo visita a sua sorella nel Palatinato prima di giungere a Bruxelles dopo due mesi di viaggio.

### Progetti matrimoniali

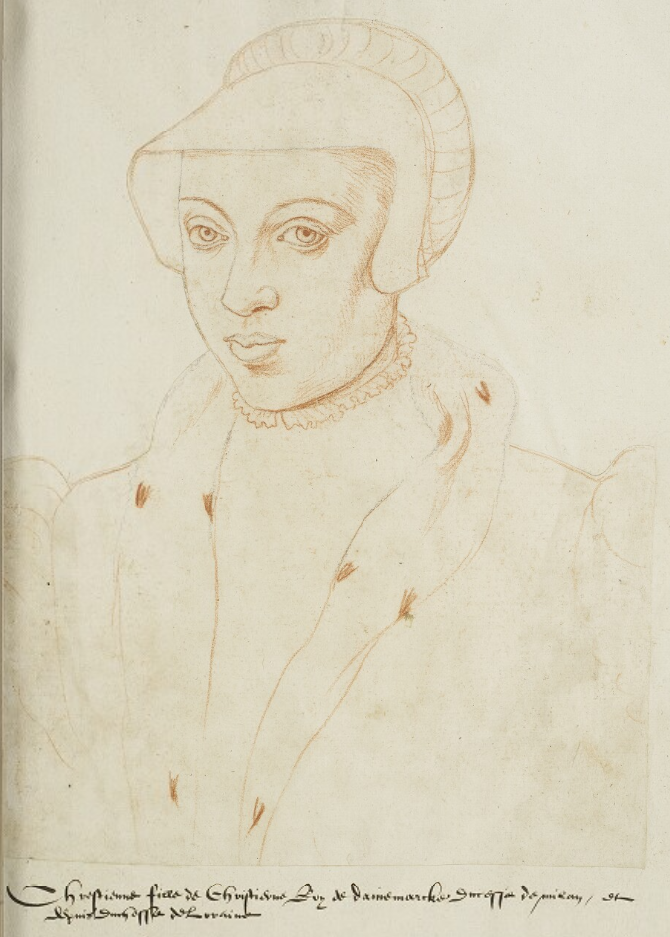
Cristina di Danimarca in un ritratto di Jacques de Boucq

Il 10 marzo 1538 il rinomato pittore tedesco Hans Holbein giunse a Bruxelles col diplomatico Philip Hoby per incontrare Cristina: su commissione di Enrico VIII d'Inghilterra, il maestro avrebbe dovuto dipingere ritratti di nobildonne in Europa considerate degne di ricevere una proposta di matrimonio da parte del re. Il nome di Cristina fu fatto dopo la morte di Jane Seymour nel 1537. Cristina, allora solo sedicenne, posò per il ritratto vestita a lutto dopo la morte di Francesco II Sforza. L'ambasciatore inglese aveva iniziato a sondare il terreno per capire se la duchessa fosse disponibile ad accettare una proposta di matrimonio del re. Cristina conosceva la reputazione di Enrico VIII come marito e non fece mistero del suo rifiuto. Sembra che abbia dato all'ambasciatore questa risposta: "Se avessi due teste, sarei felice di darne una al re d'Inghilterra". A peggiorare la situazione vi era inoltre il fatto che Cristina era prima nipote di Caterina d'Aragona, prima moglie di Enrico VIII, dal quale lui aveva divorziato andando a creare lo scisma anglicano che aveva avuto enormi ripercussioni in tutta Europa.
Cristina ottenne quindi la proposta di matrimonio da parte di Guglielmo di Jülich-Kleve-Berg che aveva da poco ereditato anche il ducato di Gheldria per lascito testamentario. Questo fatto aveva creato però degli attriti con l'imperatore Carlo V che era desideroso di incorporare la Gheldria ai Paesi Bassi di cui già era sovrano. Nel contempo la Gheldria era contesa anche dal duca di Lorena per il suo legame di parentela con Filippa di Gheldria. Ancora una volta Cristina si trovò involontariamente al centro di problematiche politiche più grandi di lei e pertanto fu suo zio Carlo V a rifiutare per lei l'unione col duca di Cleves.
Cristina, dal canto suo, era innamorata di Renato di Châlon, Principe d'Orange, e ne era ricambiata. Un eventuale matrimonio tra i due era supportato anche dalla sorella di Cristina, Dorotea, e da suo marito, Federico. La Reggente dei Paesi Bassi, Maria, non si espresse ufficialmente, anzi preferì attendere il giudizio del fratello imperatore. Nell'ottobre del 1540, Carlo V costrinse Renato d'Orange a sposare Anna di Lorena e propose (anzi impose) a Cristina di maritarsi col fratello di Anna, Francesco di Lorena, rafforzando così l'alleanza tra impero e ducato di Lorena dopo che questa era stata minata dalla questione della Gheldria.

### Duchessa consorte e reggente del trono di Lorena

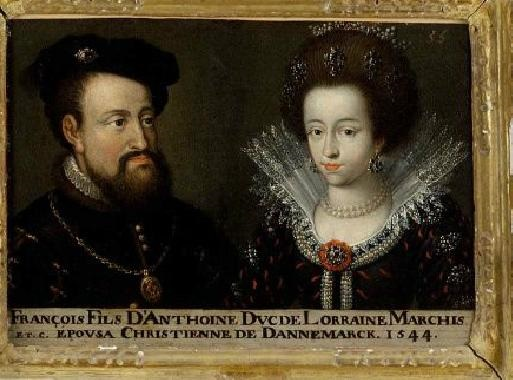
Doppio ritratto di Francesco I di Lorena con la moglie Cristina di Danimarca

Il 10 luglio 1541, a Bruxelles, sposò quindi come previsto il Principe Francesco di Lorena (fidanzato a suo tempo per breve tempo con Anna di Clèves, che diventò la quarta moglie di Enrico VIII dopo il rifiuto di Cristina). Cristina e Francesco si incontrarono a Pont-à-Mousson, in Lorena, dove visitarono la duchessa vedova Filippa e continuarono quindi il loro viaggio alla volta di Nancy, la capitale, scortati dai membri della famiglia di Guisa. Nel novembre del 1541, Cristina, lo sposo ed il suocero si portarono in visita alla corte di Francia al castello di Fontainebleau, dove Francesco I costrinse il duca a cedergli il forte di Stenay in cambio di questo matrimonio sgradito alla corte francese. Cristina, ad ogni modo, cercò di mitigare questi rapporti soggiornando spesso alla corte di Francia, ma senza il successo sperato.
Il 19 giugno 1544 Francesco succedette a suo padre come duca di Lorena ma morì il 12 giugno 1545, lasciando Cristina alla carica di reggente del ducato in vece del figlio ancora minorenne, incarico che ella svolse sino all'invasione francese nel 1552. Questo ruolo, ad ogni modo, Cristina lo svolse non senza diverse contestazioni, prima tra tutte quella del conte Giovanni I di Salm (m. 1560), il quale vedeva nella duchessa reggente l'immagine di una marionetta nelle mani dell'imperatore ed era desideroso di avere perlomeno suo cognato quale co-reggente. Cristina all'epoca era incinta del defunto marito, e perciò colse l'occasione per ritirarsi nella sua residenza e prendere tempo per consultare Carlo V sul da farsi.

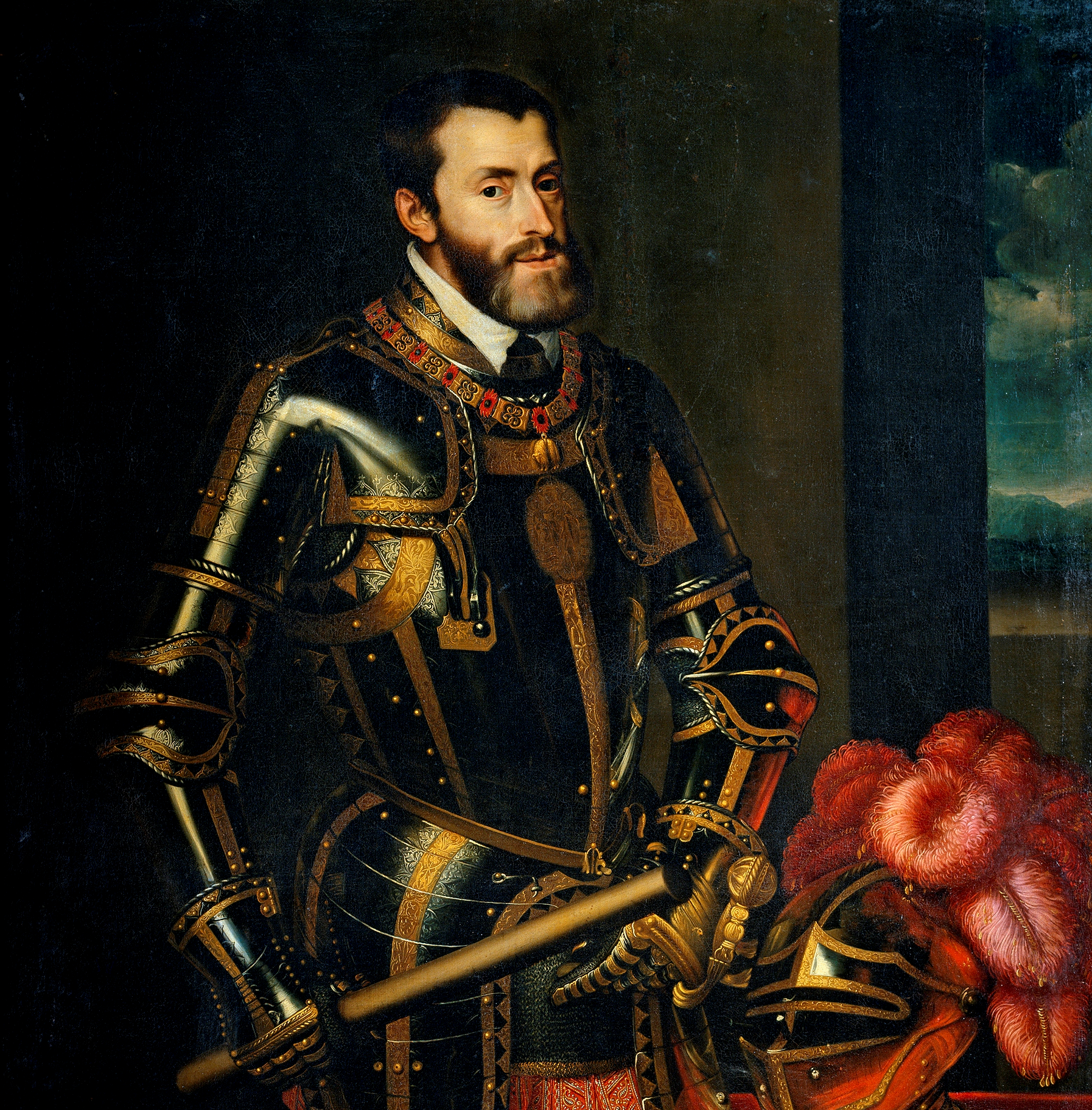
L'imperatore Carlo V, zio di Cristina, ne condizionò fortemente la politica estera durante la sua reggenza del trono di Lorena

Il 6 agosto, dopo accurate riflessioni con suo zio, Cristina accettò la co-reggenza con suo cognato per la minore età del figlio, ma Cristina ottenne la tutela unica del futuro duca di Lorena in quanto sua madre. Nell'ottobre del 1546, ospitò il re di Francia presso la città di Bar, mentre il sovrano le propose di sposare il conte di Aumale. Ad ogni modo Cristina rifiutò dicendo di non essere intenzionata a risposarsi nuovamente. Cristina presenziò alla Dieta di Augusta del 1547 con sua zia Maria d'Ungheria e con la principessa vedova Anna d'Orange: in quell'occasione si parlò di un possibile matrimonio tra Cristina e re Sigismondo di Polonia, come pure ella era corteggiata dal margravio Alberto di Brandeburgo-Kulmbach, ipotesi che ella rigettò sempre. Nel tentativo di mantenere stabilità tra Francia e Impero, si oppose al matrimonio di suo cognato, Nicolas de Vaudemont con Margherita di Egmont, temendo che questo fatto potesse dispiacere alla corte francese. Nel marzo del 1549, andò in visita ufficiale a Bruxelles per presenziare all'ingresso dell'allora principe ereditario Filippo di Spagna nei Paesi Bassi. In quest'occasione, Filippo le tributò tali attenzioni da lasciare intuire una possibile infatuazione, motivo per cui venne costretta a tornare frettolosamente in Lorena per evitare complicazioni diplomatiche. In Lorena, Cristina si prodigò ancora una volta per mantenere buone relazioni con la famiglia dei duchi di Guisa, affiliati alla corte francese, facendo nel contempo fortificare Stenay, Nancy e altre fortezze del suo ducato in caso di attacco francese. Nel settembre del 1550, riportò in Lorena la salma di Carlo il Temerario, duca di Borgogna e suo trisavolo, trasferendole in seguito a Bruges per maggiore sicurezza. In quello stesso anno prese nuovamente parte alla dieta di Augusta.

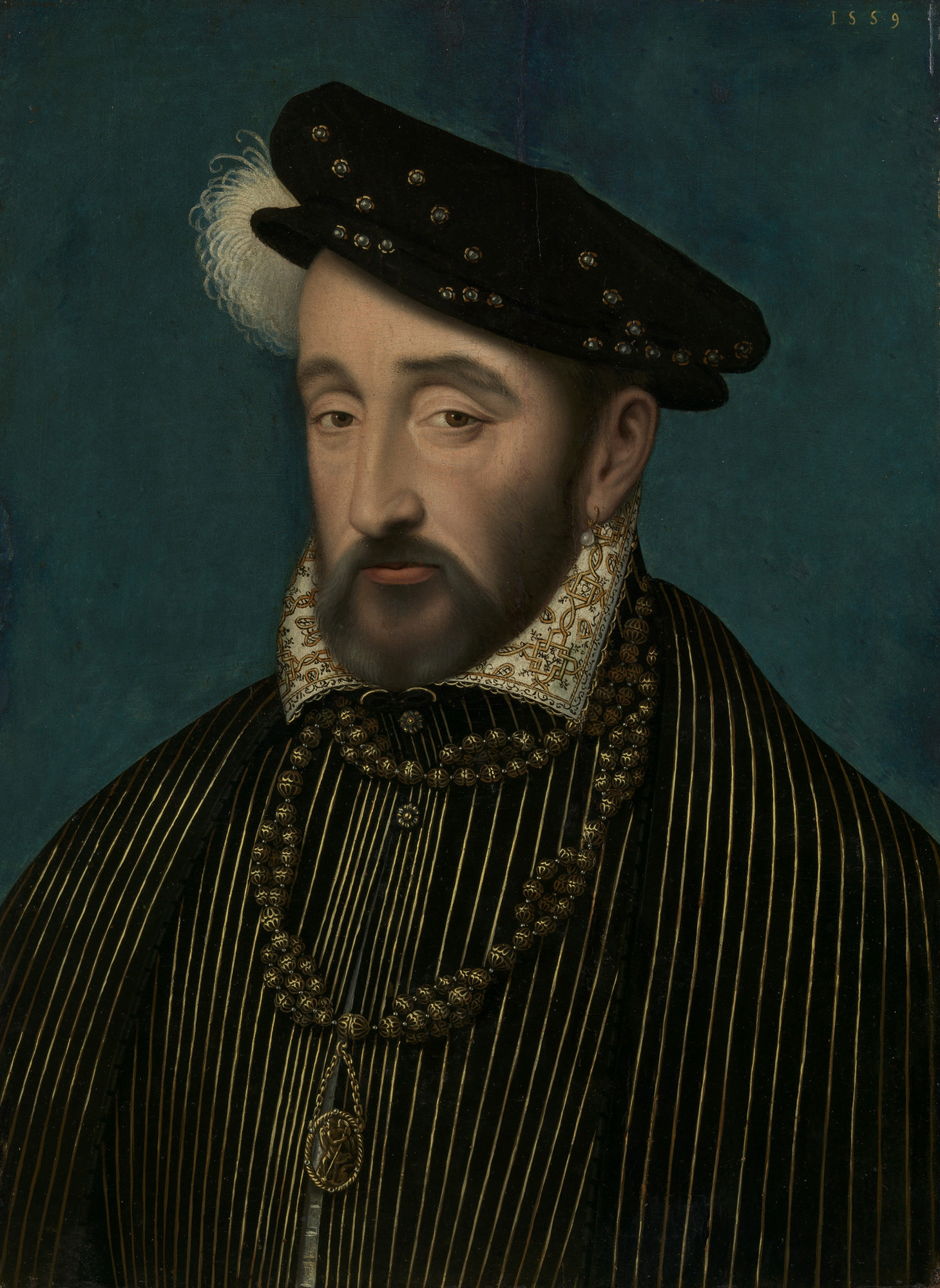
Cristina mediò continuamente con Enrico II di Francia nella speranza di ottenere condizioni favorevoli per la Lorena e per rivedere suo figlio Carlo, erede al trono

Nel settembre del 1551, la Francia si stava preparando a riprendere la guerra con l'impero. Considerata un'alleata di Carlo V, la Lorena si trovò in pericolo immediato. Cristina tentò di allearsi con la famiglia dei duchi di Guisa, inviando nel contempo le proprie impressioni all'imperatore e chiedendo assistenza a Maria d'Ungheria in caso di attacco alla Lorena da parte della Francia. La Lorena, a quel tempo, non disponeva di un proprio esercito stabile e per di più l'aristocrazia locale si era mostrata più volte favorevole al re di Francia, motivo per cui un'invasione avrebbe trovato le porte spalancate. Il 5 febbraio 1552, Enrico II di Francia marciò verso il confine tedesco, raggiungendo Joinville il 22 febbraio. Cristina non riuscì ad assicurarsi il supporto dei suoi influenti parenti nei Paesi Bassi ed in Germania ed il 1º aprile si portò a far visita alla duchessa Antonietta di Guisa a Joinville, accompagnata dalla principessa vedova Anna di Lorena, per chiedere al monarca francese di rispettare la neutralità della Lorena nel conflitto, cosa che il re di Francia le assicurò.
Il 13 aprile 1552, la Francia invase invece il ducato di Lorena ed il re francese fece il proprio ingresso a Nancy. Il giorno successivo, Cristina venne ufficialmente privata della custodia di suo figlio che il re di Francia portò a vivere e a crescere alla sua corte, assicurandosi di educarlo come fedele suddito della corona francese. Tutti gli ufficiali imperiali vennero invitati a lasciare il ducato ma Cristina ottenne il permesso di rimanere pur dovendo rinunciare alla reggenza che passò nelle sole mani del duca di Vaudemont, il quale giurò fedeltà alla corona di Francia. Cristina implorò il re di Francia in più di un'occasione, ma la risposta del monarca fu sempre la medesima: la Lorena era troppo vicina al confine tedesco ed i suoi legami personali e famigliari troppo stretti con l'impero per lasciare tutto al suo posto.
A Cristina non rimase altra opzione che ritirarsi a vivere nel suo palazzo di Denœuvre. Nel maggio del 1552, suo cognato il duca di Vaudemont la informò segretamente della sua volontà di aprire i cancelli della Lorena alle truppe imperiali, ma tali lettere vennero intercettate e pertanto Enrico II di Francia le chiese ufficialmente di lasciare il ducato. Impossibilitata a raggiungere i Paesi Bassi, dovendo attraversare territori apertamente in guerra, si rifugiò dapprima a Schlettstadt dove nel settembre di quello stesso anno si riunì con suo zio e con l'esercito imperiale. Riparò quindi alla corte di sua sorella ad Heidelberg, nel Palatinato, raggiungendo infine la corte di sua zia Maria a Bruxelles.

### L'esilio

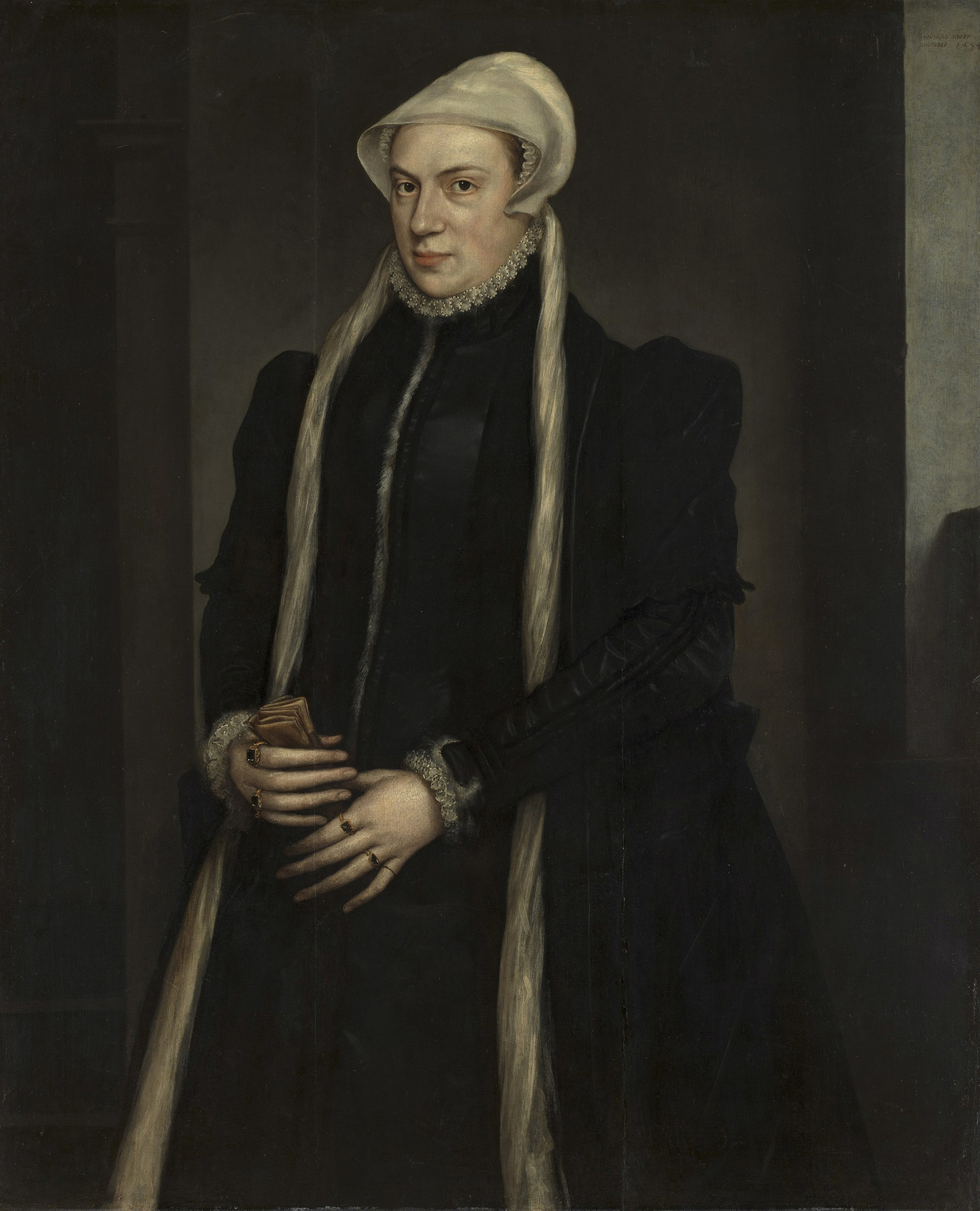
Cristina di Danimarca in un ritratto di Anthonis Mor del 1554 circa

Anche in esilio, Cristina continuò a ricevere proposte di matrimonio, segno che la sua figura continuava ad essere al centro della politica matrimoniale europea pur col passare degli anni. Ad esempio chiesero la sua mano il re Enrico di Navarra, Adolfo di Holstein, il principe di Piemonte e Alberto di Brandeburgo. Quest'ultimo le promise inoltre di dichiarare guerra alla Danimarca per riprendere il trono per suo padre. Ad ogni modo Cristina rifiutò sempre di sposarsi ed anzi concentrò i suoi sforzi nel negoziare con la Francia e riprendersi la custodia del figlio. Presenziò alla cerimonia di abdicazione di Carlo V a Bruxelles nell'ottobre del 1555, seguita poco dopo dalla rinuncia di sua zia Maria d'Ungheria alla reggenza dei Paesi Bassi, partendo poi alla volta della Spagna nell'ottobre dell'anno successivo. Come ultimo atto, Carlo V suggerì al duca Emanuele Filiberto di Savoia di sposarla ed in cambio l'avrebbe nominato governatore dei Paesi Bassi, cosa che ad ogni modo non avvenne.
Dopo la guerra tra Francia ed impero, Cristina si prodigò per ottenere dal re francese il permesso di tornare in Lorena per riunirsi con suo figlio, ma questo le venne negato. Il re di Francia, infatti, proprio nel 1556 dichiarò il raggiungimento della maggiore età del duca e di conseguenza Cristina perse tutte le proprie aspirazioni come reggente. Inoltre, re Filippo di Spagna non le diede il permesso di lasciare Bruxelles non solo perché segretamente innamorato di lei, ma anche perché la sua figura era divenuta altamente popolare nei Paesi Bassi, al punto da mitigare il passaggio di tale territorio sotto il dominio spagnolo.

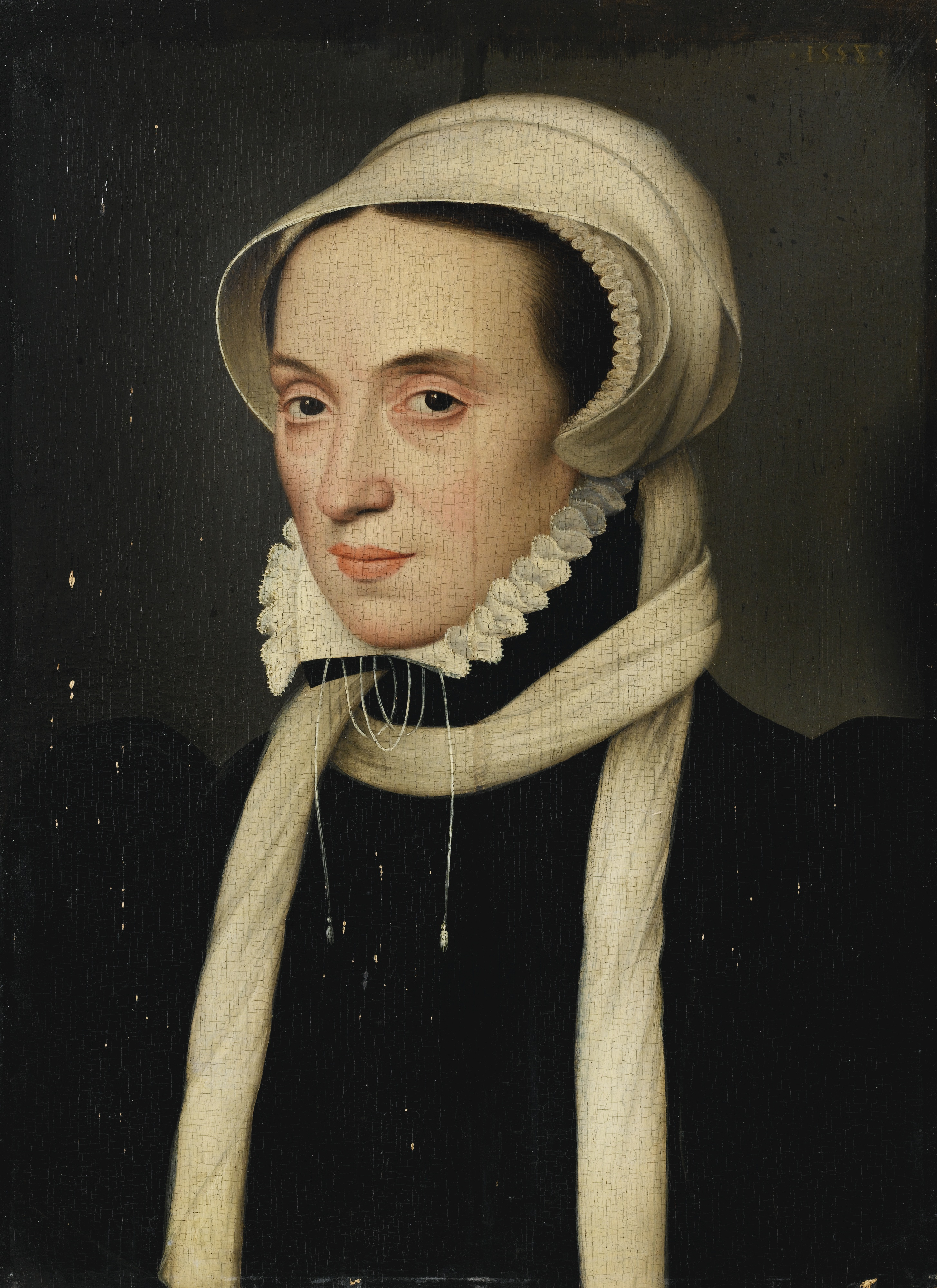
Cristina di Danimarca in un ritratto del 1558 eseguito da François Clouet.

Nell'aprile del 1555 si era portata brevemente in Inghilterra, ma poche sono le informazioni a riguardo di questo soggiorno. Nel febbraio-marzo del 1557, assieme a Margherita di Parma si portò nuovamente alla corte di Maria I d'Inghilterra; le due dame vennero accolte con un grande banchetto che si tenne a Whitehall. Le ragioni di questa visita ad ogni modo rimasero un mistero, ma secondo alcuni storici potrebbe essersi trattato di un progetto matrimoniale tra la principessa Elisabetta ed il duca di Savoia, matrimonio che ad ogni modo venne bloccato dalla regina inglese stessa dal momento che la principessa si trovava in "esilio" dorato al palazzo di Hatfield. Cristina seppe stupire anche la città di Londra durante la sua visita, incontrando e facendo amicizia con personaggi di rilievo come i conti di Arundel e Pembroke, nonché visitando diverse chiese cattoliche e la Torre di Londra. A maggio di quell'anno fece ritorno nei Paesi Bassi.
Cristina infine, grazie a negoziati guidati da suo cognato Nicolas de Vaudemont, ottenne il permesso di rivedere il figlil. L'incontro ebbe luogo presso il villaggio di Marcoing nel maggio del 1558. Venne invitata al suo matrimonio che si tenne a Parigi nel 1559, ma declinò l'offerta in quanto si trovava ancora in lutto per la morte di sua zia Maria d'Ungheria e perché aveva dato il proprio consenso a presiedere alla conferenza di pace tra Francia e Spagna. Nei mesi di settembre ed ottobre del 1558, infatti, Cristina aveva svolto le funzioni di mediatrice nei negoziati di pace che si erano tenuti a Cercamp. Quando la conferenza venne riaperta nel febbraio-aprile del 1559, questa venne riconvocata a Le Cateau-Cambrésis e si concluse con un trionfo diplomatico di Cristina.
Quando il duca di Savoia rinunciò al suo incarico come governatore dei Paesi Bassi nel maggio del 1559, Cristina era una delle persone più in vista e ritenuta da molti come la più indicata a succedergli, oltre ad avere notevoli contatti con l'aristocrazia olandese che aveva molto apprezzato il suo ruolo alle conferenze di pace di Cercamp e Câteau-Cambrésis. Ad ogni modo questa sua estrema popolarità in Olanda l'aveva resa invisa a Filippo di Spagna, il quale soprattutto non vedeva di buon occhio la sua amicizia col principe Guglielmo d'Orange e pertanto, nel mese di giugno, venne sostituita come candidata da Margherita di Parma.

### Pretendente

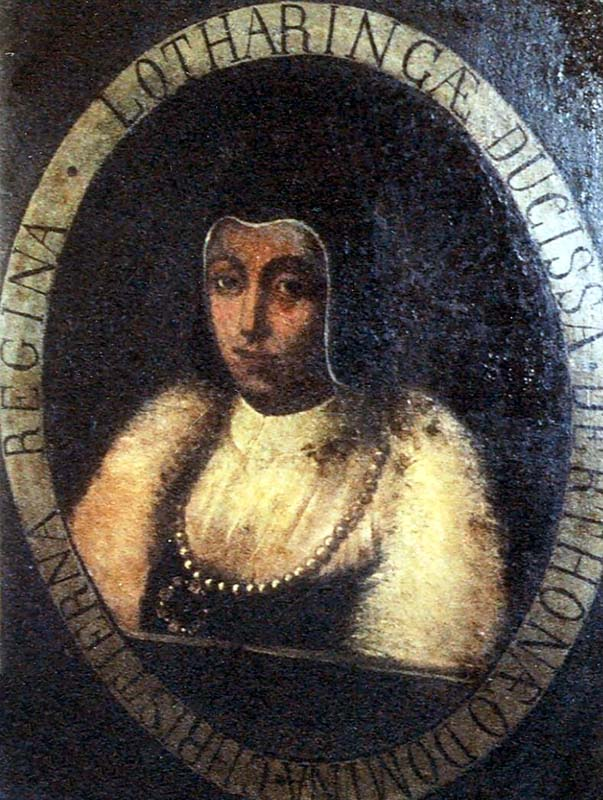
Cristina nel 1575 circa

Cristina tornò poco dopo in Lorena dove fu uno dei principali consiglieri del figlio, in particolare per la revisione del bilancio statale. Nel marzo del 1560, venne nominata reggente di Lorena durante l'assenza del figlio e della nuora, impegnati in missione presso la corte francese. Presenziò all'incoronazione di Carlo IX di Francia a Reims nel maggio del 1561, e dell'imperatore Massimiliano I del Sacro Romano Impero a Francoforte sul Meno nel 1562. Suo figlio Carlo entrò ufficialmente a Nancy nel maggio del 1562 e pose fine alla sua reggenza. Ad ogni modo, questi continuò a mantenere in attività Cristina come sua consigliera negli affari di stato. Nel 1564, fu infatti lei a concludere un accordo col vescovo di Toul col quale alcuni poteri temporali vennero trasferiti al duca di Lorena col consenso del pontefice. Come consigliere politico del figlio, Cristina fu spesso incaricata di delicate missioni diplomatiche, guadagnando sempre più una posizione forte alla corte ducale di Lorena, al contrario della nuora che trascorreva lunghi periodi alla corte di Francia. Ad ogni modo, Cristina era anche preoccupata dell'influenza che la regina vedova di Francia, Caterina de Medici, stava avendo sui suoi figli, influenza che egli credeva mirata addirittura a condizionare la politica della Lorena o comunque a compromettere le relazioni tra Cristina e suo figlio per privarla del suo ruolo influente negli affari di stato.
Alla morte del padre, in prigione, in Danimarca, nel 1559, sua sorella maggiore Dorotea assunse il titolo di regina pretendente di Danimarca in esilio. Per continuare a mantenere le proprie pretese sul trono danese, ad ogni modo, fece leva su sua madre e sull'intera dinastia degli Asburgo, dal momento che Dorotea ormai in là con l'età e senza figli fosse poco pratica da sostenere. Peder Oxe, capo dei sostenitori del partito di suo padre, chiese a Cristina di persuadere Dorotea a rinunciare ai propri diritti in favore di lei e di suo figlio. Cristina rese Oxe membro del consiglio ducale e nel 1561 fece visita a Dorotea, riuscendo a convincerla alla rinuncia. Dopo di ciò, Cristina poté essere proclamata regina pretendente di Danimarca, Norvegia e Svezia, per quanto il suo trono rimaneva puramente virtuale e senza un'oggettiva possibilità di essere recuperato.

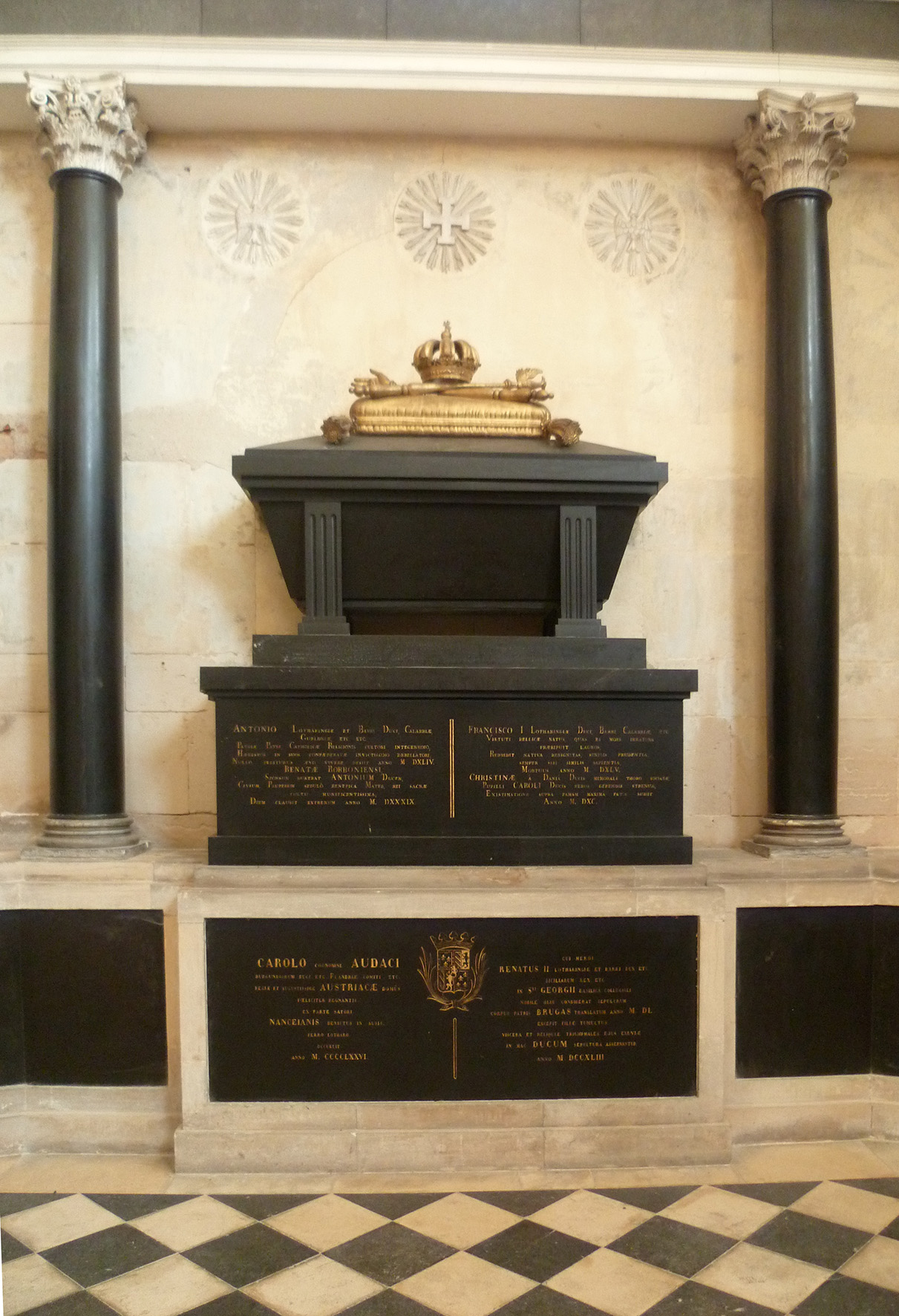
La tomba di Cristina di Danimarca e di altri membri della famiglia dei duchi di Lorena nella Chiesa dei Cordeliers di Nancy

Nel 1561, Cristina aveva pianificato di far sposare sua figlia Renata a re Federico II di Danimarca. Ad ogni modo, lo scoppio della guerra del nord dei sette anni tra Danimarca e Svezia nel 1563 aveva interrotto i suoi piani. Aiutato da Peder Oxe, l'avventuriero Wilhelm von Grumbach ed i suoi compagni, nel tentativo di detronizzare re Federico II di Danimarca e consegnarle il trono, consigliarono a Cristina di creare un esercito col quale invadere la penisola dello Jutland, col sicuro appoggio della nobiltà danese che mal digeriva la nuova monarchia. Dal 1565 al 1567, Cristina negoziò con re Eric XIV di Svezia la creazione di un'alleanza tra Svezia e Danimarca attraverso il matrimonio di Renata col sovrano svedese. L'idea di Cristina era quella di conquistare la Danimarca col supporto quindi della Svezia, piano che Eric avrebbe appoggiato col sostegno sicuro dell'imperatore e dei Paesi Bassi. Nel 1566, Cristina coniò una moneta nella quale veniva indicata come regina di Danimarca col motto: Me sine cuncta ruunt (Senza me tutto perisce). Ad ogni modo, l'imperatore Ferdinando d'Asburgo si era dichiarato contrario a questo progetto per l'effetto distruttivo che esso avrebbe avuto nel bilanciamento del potere in Germania, dove pure la Sassonia, potente alleata della Danimarca, si opponeva alle pretese di Cristina, la quale non era del resto riuscita nemmeno ad ottenere l'avallo di Filippo di Spagna per il suo progetto di conquista. Anche il matrimonio pianificato tra la Lorena e la Svezia finì in un nulla di fatto quando Eric XIV sposò la sua amante, la borghese Karin Månsdotter nel 1567. Nel 1569, Cristina, ancora speranzosa di recuperare il trono danese, ottenne l'ultimo duro colpo dal cardinale Granvelle che, da ambasciatore, le riportò l'indisponibilità dei Paesi Bassi a rivoltarsi contro la vicina Danimarca. Con la fine della guerra del nord dei sette anni nel 1570, terminarono anche le speranza di Cristina di recuperare per sé il trono di Danimarca.
Nel giugno del 1568, Cristina fu tra quanti firmarono la petizione presso Filippo di Spagna affinché concedesse la propria grazia al conte di Egmont. In quello stesso anno, sua figlia Renata sposò il duca Guglielmo di Bavbiera. Cristina trascorse qualche tempo in Baviera per poi tornare in Lorena nel 1572. Nel 1574, prese parte al complotto di Mornay per deporre Giovanni III di Svezia, foraggiando il cospiratore Charles de Mornay tramite il suo intermediario, monsieur La Garde.
Nell'agosto del 1578, decise di trasferirsi definitivamente in Italia, a Tortona, feudo che aveva ricevuto dal primo marito nel suo testamento e dove visse sino alla morte. Anche a Tortona si distinse per un'intensa attività nel governo della città, riformando gli abusi, ponendo fine alla faida con Ravenna, ottenendo la restituzione di alcuni privilegi perduti in precedenza e proteggendo i diritti dei tortonesi contro il governo spagnolo. Anche a Tortona si appoggiò molto alla nobiltà milanese che l'aveva sempre sostenuta. Nel giugno del 1584, venne informata dal viceré spagnolo del termine dei suoi diritti sovrani su Tortona, ma che comunque le venne permesso di rimanere a risiedere a Tortona con una pensione annua come compensazione. Morì a Tortona il 10 dicembre 1590 e la sua salma venne successivamente riportata nel ducato di Lorena e sepolta assieme ad altri membri della famiglia ducale nella Chiesa dei Cordeliers di Nancy.

## Discendenza
Cristina e Francesco I di Lorena ebbero tre figli:
- Carlo (1543–1608), duca di Lorena, sposò Claudia di Valois;
- Renata (1544–1602), sposò Guglielmo V di Baviera;
- Dorotea (1545-1621), sposò il duca Eric II di Brunswick-Calenberg.

## Ascendenza
|                           |                          |                                 | Genitori                         |  |  | Nonni |  |  | Bisnonni                 |  |  | Trisnonni             |  |
|                           |                          |                                 |                                  |  |  |       |  |  | Cristiano I di Danimarca |  |  | Dietrich di Oldenburg |  |
|                           |                          |                                 |                                  |  |  |       |  |  | Cristiano I di Danimarca |  |  | Dietrich di Oldenburg |  |
|                           |                          | Edvige di Schauenburg           |                                  |  |  |       |  |  | Cristiano I di Danimarca |  |  |                       |  |
| Giovanni di Danimarca     |                          |                                 |                                  |  |  |       |  |  | Cristiano I di Danimarca |  |  |                       |  |
|                           |                          | Dorotea di Brandeburgo-Kulmbach | Giovanni l'Alchimista            |  |  |       |  |  |                          |  |  |                       |  |
|                           |                          | Dorotea di Brandeburgo-Kulmbach | Giovanni l'Alchimista            |  |  |       |  |  |                          |  |  |                       |  |
|                           |                          | Dorotea di Brandeburgo-Kulmbach | Barbara di Sassonia-Wittenberg   |  |  |       |  |  |                          |  |  |                       |  |
| Cristiano II di Danimarca |                          | Dorotea di Brandeburgo-Kulmbach |                                  |  |  |       |  |  |                          |  |  |                       |  |
|                           |                          | Ernesto di Sassonia             | Federico II di Sassonia          |  |  |       |  |  |                          |  |  |                       |  |
|                           |                          | Ernesto di Sassonia             | Federico II di Sassonia          |  |  |       |  |  |                          |  |  |                       |  |
|                           |                          | Ernesto di Sassonia             | Margherita d'Austria             |  |  |       |  |  |                          |  |  |                       |  |
| Cristina di Sassonia      |                          | Ernesto di Sassonia             |                                  |  |  |       |  |  |                          |  |  |                       |  |
|                           |                          | Elizabettta di Baviera          | Alberto III di Baviera           |  |  |       |  |  |                          |  |  |                       |  |
|                           |                          | Elizabettta di Baviera          | Alberto III di Baviera           |  |  |       |  |  |                          |  |  |                       |  |
|                           |                          | Elizabettta di Baviera          | Anna di Braunschweig-Grubenhagen |  |  |       |  |  |                          |  |  |                       |  |
| Cristina di Danimarca     |                          | Elizabettta di Baviera          |                                  |  |  |       |  |  |                          |  |  |                       |  |
|                           | Massimiliano I d'Asburgo | Federico III d'Asburgo          |                                  |  |  |       |  |  |                          |  |  |                       |  |
|                           | Massimiliano I d'Asburgo | Federico III d'Asburgo          |                                  |  |  |       |  |  |                          |  |  |                       |  |
|                           | Massimiliano I d'Asburgo | Eleonora d'Aviz                 |                                  |  |  |       |  |  |                          |  |  |                       |  |
| Filippo I di Castiglia    | Massimiliano I d'Asburgo |                                 |                                  |  |  |       |  |  |                          |  |  |                       |  |
|                           |                          | Maria di Borgogna               | Carlo I di Borgogna              |  |  |       |  |  |                          |  |  |                       |  |
|                           |                          | Maria di Borgogna               | Carlo I di Borgogna              |  |  |       |  |  |                          |  |  |                       |  |
|                           |                          | Maria di Borgogna               | Isabella di Borbone              |  |  |       |  |  |                          |  |  |                       |  |
| Isabella d'Asburgo        |                          | Maria di Borgogna               |                                  |  |  |       |  |  |                          |  |  |                       |  |
|                           |                          | Ferdinando II d'Aragona         | Giovanni II d'Aragona            |  |  |       |  |  |                          |  |  |                       |  |
|                           |                          | Ferdinando II d'Aragona         | Giovanni II d'Aragona            |  |  |       |  |  |                          |  |  |                       |  |
|                           |                          | Ferdinando II d'Aragona         | Giovanna Enríquez                |  |  |       |  |  |                          |  |  |                       |  |
| Giovanna di Castiglia     |                          | Ferdinando II d'Aragona         |                                  |  |  |       |  |  |                          |  |  |                       |  |
|                           |                          | Isabella di Castiglia           | Giovanni II di Castiglia         |  |  |       |  |  |                          |  |  |                       |  |
|                           |                          | Isabella di Castiglia           | Giovanni II di Castiglia         |  |  |       |  |  |                          |  |  |                       |  |
|                           |                          | Isabella di Castiglia           | Isabella di Castiglia            |  |  |       |  |  |                          |  |  |                       |  |
|                           |                          | Isabella di Castiglia           |                                  |  |  |       |  |  |                          |  |  |                       |  |